# 情報通信研究機構
国立研究開発法人情報通信研究機構（じょうほうつうしんけんきゅうきこう、英語: National Institute of Information and Communications Technology; NICT）は、総務省所管の国立研究開発法人。本部は東京都小金井市（敷地は小平市にもまたがる）。
情報通信研究機構は、情報の電磁的流通及び電波の利用に関する技術の研究及び開発、高度通信・放送研究開発を行う者に対する支援、通信・放送事業分野に属する事業の振興等を総合的に行うことにより、情報の電磁的方式による適正かつ円滑な流通の確保及び増進並びに電波の公平かつ能率的な利用の確保及び増進に資することを目的とする。（国立研究開発法人情報通信研究機構法第4条）
情報通信技術の研究開発や、情報通信分野の事業支援等を総合的に行うことを目的とし、全国8か所の研究拠点、2か所の標準電波送信所、4か所のイオノゾンデ観測施設をもつ。

## 歴代理事長
情報通信研究機構発足以降の、歴代理事長（在任期間）の一覧
- 初代 長尾眞（2004年 - 2007年）
- 2代 宮原秀夫（2007年 - 2013年）
- 3代 坂内正夫（2013年 - 2016年）
- 4代 徳田英幸（2017年 - ）

前身の一つである電波研究所の歴代所長（在任期間）の一覧
- 初代 甘利省吾
- 2代 西崎太郎
- 3代 上田弘之（1960年 - 1969年）
- 4代 河野哲夫（1969年 - 1973年）
- 5代 石川晃夫（1973年 - 1974年）
- 6代 湯原仁夫（1974年 - 1976年）
- 7代 博糟谷績（1976年 - 1978年）
- 8代 田尾一彦（1978年 - 1980年）
- 9代 栗原芳高（1980年 - 1982年）
- 10代 若井登（1982年 - 1986年）
- 11代 塚本賢一（1986年 - 1988年、通信総合研究所に改組）

通信総合研究所の歴代所長（在任期間）の一覧
- 初代 塚本賢一（1988年 - 1988年）
- 2代 鈴木誠史（1988年 - 1989年）
- 3代 畚野信義（1989年 - 1993年）
- 4代 吉村和幸（1993年 - 1995年）
- 5代 古濱洋治（1995年 - 1999年）
- 6代 飯田尚志（1999年 - 2001年、独立行政法人通信総合研究所に改組）

独立行政法人通信総合研究所の歴代所長（在任期間）の一覧
- 初代 飯田尚志（2001年 - 2004年、独立行政法人情報通信研究機構に改組）

## 沿革
- 2004年4月1日 - 独立行政法人通信総合研究所と通信・放送機構を統合して設立された。
- 2015年4月1日 - 「独立行政法人情報通信研究機構」から「国立研究開発法人情報通信研究機構」に名称変更[2]。

## 業務
研究関連組織として、次の5研究所、2ユニット、1協創センター、　3部門を有する。

### 電磁波研究所
- 電磁波伝搬研究センター
- 電磁波標準研究センター
- 電磁波先進研究センター

### ネットワーク研究所
- フォトニックICT研究センター
- ワイヤレスネットワーク研究センター
- レジリエントICT研究センター

### サイバーセキュリティ研究所
- サイバーセキュリティネクサス
- ナショナルサイバートレーニングセンター
- ナショナルサイバーオブザベーションセンター

### ユニバーサルコミュニケーション研究所
- 先進的音声翻訳研究開発推進センター
- データ駆動知能システム研究センター
- 統合ビッグデータ研究センター

### 未来ICT研究所
- 神戸フロンティア研究センター
- 小金井フロンティア研究センター
- 脳情報通信融合研究センター

### Beyond 5G研究開発推進ユニット
- テラヘルツ研究センター

### オープンイノベーション推進本部ソーシャルイノベーションユニット
- 総合テストベッド研究開発推進センター

ICT分野の技術検証と社会実証の一体的な推進を可能とする検証プラットフォーム、NICT総合テストベッドを運用。
高信頼・高可塑B5G/IoTテストベッドとして
B5G高信頼仮想化環境、B5Gモバイル環境、CyReal実証環境、DCCS、超高速研究開発ネットワークテストベッドJGN、大規模計算機環境StarBED、P4実験環境、を提供している。

### イノベーション推進部門
産業界、大学等との研究連携をすすめ、委託研究、共同研究を推進。研究開発成果の社会での活用を促進。

### グローバル推進部門
国際共同研究、海外との人材交流、標準化活動等を推進し、国際競争力を強化するための部門。

### デプロイメント推進部門
情報通信分野の民間事業（ベンチャー、バリアフリー、インフラ整備、基盤技術研究）を情報提供、助成金、利子補給などの政策支援を行っている。旧郵政省の通信・放送政策により、旧TAO（通信・放送機構）及び旧基盤技術研究促進センターが行っていた事業を継承して実施している。

## 国家サービス事業

### 周波数標準と日本標準時
総務省設置法及び国立研究開発法人情報通信研究機構法に基づき、周波数標準値を設定し、標準電波を発射し、日本標準時（JST）を通報している。
NICTが運用する小金井局の18台のセシウム原子時計の時刻を1日1回平均・合成することによって協定世界時（UTC）を生成し、これを9時間進めたものが日本標準時（JST）となる。なお、この協定世界時（UTC）は、国際度量衡局（BIPM）が決定する協定世界時（UTC）との差が±50ナノ秒以上にならないように決定される。
このようにして決定された日本標準時（JST）は、標準電波（JJY）やNTPサーバ、電話回線を通じて供給されている。2006年2月7日から、セシウム原子時計に加えて水素メーザー原子時計を使用することなどにより、協定世界時（UTC）との時刻同期精度が±50ナノ秒以内から±10ナノ秒以内に向上した。さらに、セシウム原子時計や水素メーザー原子時計を3系統に分けて相互比較・データ合成を行うことで信頼性の向上ならびに、JJYの冗長化に寄与している。
標準電波は、福島県のおおたかどや山標準電波送信所と、佐賀県のはがね山標準電波送信所の2か所から発射している。周波数は40kHzおよび60kHz。2局ともにセシウム原子時計が設置されており、NICT本部から常時遠隔監視・時間比較されて運用されている。
さらに、2018年（平成30年）6月10日から日本標準時の冗長化を目的に、兵庫県神戸市の未来ICT研究所内に分散局として神戸副局を設置した。また、おおたかどや山送信所・はがね山送信所の原子時計も分散局として、人工衛星を仲介した3つの分散局データを合成して、日本標準時（JST）をバックアップ供給する体制に移行した。神戸副局にはセシウム原子時計（CS）5台と水素メーザー2台及び送信所との高精度衛星時刻比較システムなど、日本標準時生成に必要な基本機能を備え、小金井本部と並行して常時合成原子時（神戸時系）を生成できるという。
また本部の供給サービスがダウンした場合に備え、小金井本部同様に日本標準時を供給できるようにするほか、NTPサーバー及び光テレホンJJYシステムのバックアップ、標準電波送信所の周波数調整機能を整備しているという。今後は小金井と神戸両局の相互比較・データ合成を行うことで更に精度向上に寄与するほか、神戸副局からも日本標準時が供給できる体制がとれるようになるという。

### 宇宙天気予報
太陽の磁気嵐による被害の予防を目的として、磁気圏の状態を観測・予報する「宇宙天気予報」を行っている。また、電離圏世界資料センターとして、世界各地で行われている電離層観測や太陽活動観測などで得られたデータを収集し公開している。

### 型式検定と較正
無線機器型式検定規則および測定器等の較正に関する規則に基づき、無線機器の型式検定および測定器の較正を行っている。

## 施設

### 本部
- 本部（東京都小金井市）
  - 電磁波研究所
  - 電磁波伝搬研究センター
  - 電磁波標準研究センター
  - 電磁波先進研究センター
  - ネットワーク研究所
  - フォトニックICT研究センター
  - サイバーセキュリティ研究所
  - サイバーセキュリティネクサス
  - ナショナルサイバートレーニングセンター
  - ナショナルサイバーオブザベーションセンター
  - 統合ビッグデータ研究センター
  - 小金井フロンティア研究センター
  - テラヘルツ研究センター
  - 量子ICT協創センター
  - 総合テストベッド研究開発推進センター

### 研究所
- 未来ICT研究所（兵庫県神戸市）
- ユニバーサルコミュニケーション研究所（京都府相楽郡精華町）

### 研究センター
- ワイヤレスネットワーク研究センター（神奈川県横須賀市）
- 脳情報通信融合研究センター（大阪府吹田市）
- 先進的音声翻訳研究開発推進センター（京都府相楽郡精華町）
- レジリエントICT研究センター（宮城県仙台市）

### 技術センター
- 鹿島宇宙技術センター（茨城県鹿嶋市）
- 北陸StarBED技術センター（石川県能美市）
- 沖縄電磁波技術センター（沖縄県国頭郡恩納村）

### 標準電波送信所
- おおたかどや山標準電波送信所（福島県、大鷹鳥谷山）
- はがね山標準電波送信所（佐賀県・福岡県、羽金山）

### イオノゾンデ
- 稚内/サロベツ（北海道、豊富町）
- 国分寺（東京都、小金井市）
- 山川（鹿児島県、指宿市）
- 沖縄/大宜味（沖縄県、大宜味村）